# Воден козел
Воден козел (Kobus ellipsiprymnus) е вид бозайник от семейство Кухороги (Bovidae). Възникнал е преди около 2,59 млн. години по времето на периода неоген. Видът не е застрашен от изчезване.

## Разпространение
Разпространен е в Ангола, Бенин, Ботсвана, Буркина Фасо, Бурунди, Габон, Гана, Гвинея, Гвинея-Бисау, Демократична република Конго, Еритрея, Етиопия, Замбия, Зимбабве, Камерун, Кения, Кот д'Ивоар, Малави, Мали, Мозамбик, Намибия, Нигер, Нигерия, Руанда, Свазиленд, Сенегал, Сиера Леоне, Сомалия, Танзания, Того, Уганда, Централноафриканска република, Чад, Южен Судан и Южна Африка.

## Описание
Теглото им е около 204,4 kg. Имат телесна температура около 38,7 °C.
Продължителността им на живот е около 19,9 години. Популацията на вида е намаляваща.